# Festung von Şuşa

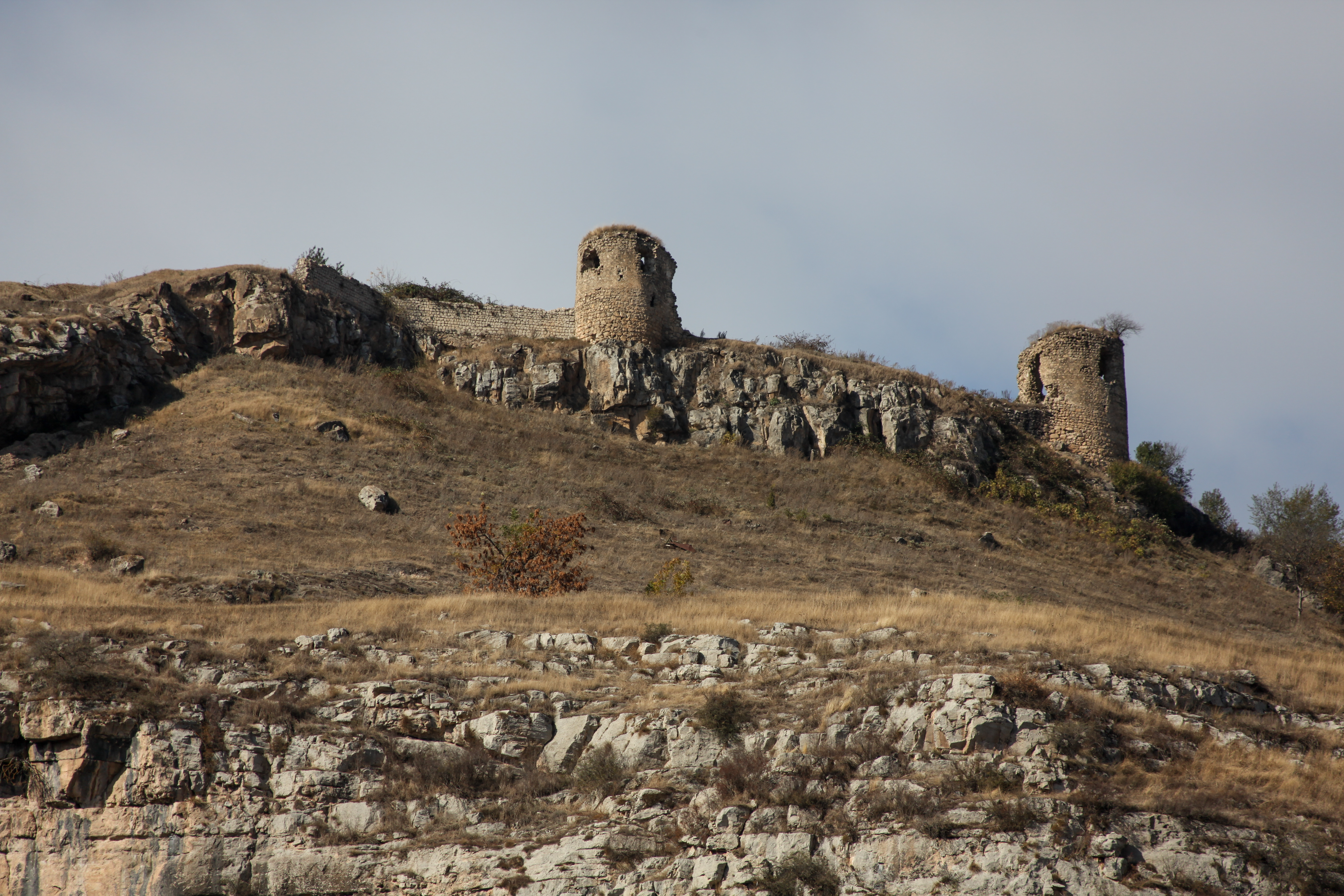
Türme der Festung

Die Festung von Şuşa (aserbaidschanisch Şuşa qalası, armenisch Շուշիի բերդ Schuschii berd) ist ein im 18. Jahrhundert errichtetes Festungsbauwerk in der Bergkarabach-Region von Aserbaidschan, das den Stadtkern von Schuscha umfasst. In den Kriegen um Bergkarabach wechselte die Festung zweimal den Besitzer: 1992 wurde sie von den armenischen beziehungsweise arzachischen Streitkräften, 2020 von den aserbaidschanischen Streitkräften erobert.

## Hintergrundgeschichte

Panah Ali Khan, Herrscher des Khanats Karabach und Gründer der Festung von Şuşa

Mit dem Zusammenbruch der Afscharidendynastie im Iran entstanden ab Mitte des 18. Jahrhunderts auf dem Gebiet des heutigen Aserbaidschans, das damals noch zum Iran (Persien) gehörte, verschiedene Feudalstaaten, genannt Khanate. Jede dieser Formationen verfügte über eigene Herrschaftsgebiete und war innen- wie außenpolitisch unabhängig. Das Khanat Karabach erlangte diese weitgehende Selbständigkeit unter Panah Ali Khan im Jahr 1747 nach dem Tod von Nader Schah, dem Schah von Persien. Er stammte aus dem Cavanşir-Clan (Dschawanschir), der wiederum zu den Afscharen, einem bedeutenden türkischstämmigen Oghusen-Stamm zählte. Panah Ali Khan gelang es mit Unterstützung des Meliks Schahnasar von Waranda (entsprach etwa dem Gebiet Martuni, damals noch bis zum Gebiet Schuschi mit Zentrum in Awetaranoz), die bis dahin weitgehend selbständigen armenischen Fünf Fürstentümer von Karabach (Meliktümer, Chamsa) zu unterwerfen und somit die armenische Selbständigkeit in Karabach zu zerschlagen. 1750 wurden die fünf armenischen Fürstentümer in das Khanat Karabach eingegliedert. Ähnlich wie die anderen feudalen Herrscher brauchte Panah Ali Khan starke Befestigungsanlagen, um seine Macht gegen die unterworfenen Armenier wie auch gegen äußere Feinde zu verteidigen. Er beschloss daher, seine Festung an einem strategischen Ort bauen zu lassen, der ihm ermöglichte, große Territorien vom Fluss Aras bis zum Sewansee (türkisch Göyçə, heute in Armenien) sowie die Provinzen Sissian, Meghri und Sangesur (Sjunik) im Süden zu kontrollieren.

## Bau und architektonische Merkmale

Das Gandschaer Tor, eines der drei Haupttore, liegt im Norden der Festung. Hier noch die russische Beschriftung in kyrillischer Schrift (nach der Schlacht um Schuscha 1992 armenisch beschriftet, bis zur Eroberung der Stadt durch die aserbaidschanische Armee 2020)

Der Grundstein des auf dem Gipfel eines hohen Hügels entstandenen und aus drei Haupttoren (Gandschaer Tor im Norden, Jerewaner Tor im Westen und Aghoghlan-Tor im Osten) bestehenden Bollwerks wurde 1751 gelegt. Die Bauarbeiten unterlagen der direkten Aufsicht von Molla Pənah Vaqif, Wesir des Khanats Karabach, und wurden noch im selben Jahr abgeschlossen. Innerhalb der Festungsmauer ließ sich Panah Ali Khan eine Residenzburg erbauen. Das Gelände, auf dem sich das Bauwerk befindet, ist ein Bergplateau mit mehreren Hügeln, von dem aus die Umgebung überblickt werden kann und das so den Zweck einer zentralen Festung erfüllt: So kann beispielsweise das Gebiet der heutigen (als solche erst seit 1923 existierenden) Stadt Stepanakert mit Leichtigkeit beschossen werden. Der höchste Punkt des Plateaus liegt 1600 Meter über dem Meeresspiegel. Die militärstrategischen Vorteile der als uneinnehmbar geltenden Wehranlage wurden etwa vom britischen Reisenden G. Keppel oder dem russischen Politiker Platon Alexandrowitsch Subow hervorgehoben. Die topographischen Besonderheiten spielten laut dem russischen Historiker Vassili Potto eine Schlüsselrolle beim Scheitern der persischen Militärkampagne nach Karabach, als die Truppen des Kronprinzen Abbas Mirza 48 Tage lang die Festung nicht einnehmen konnten.

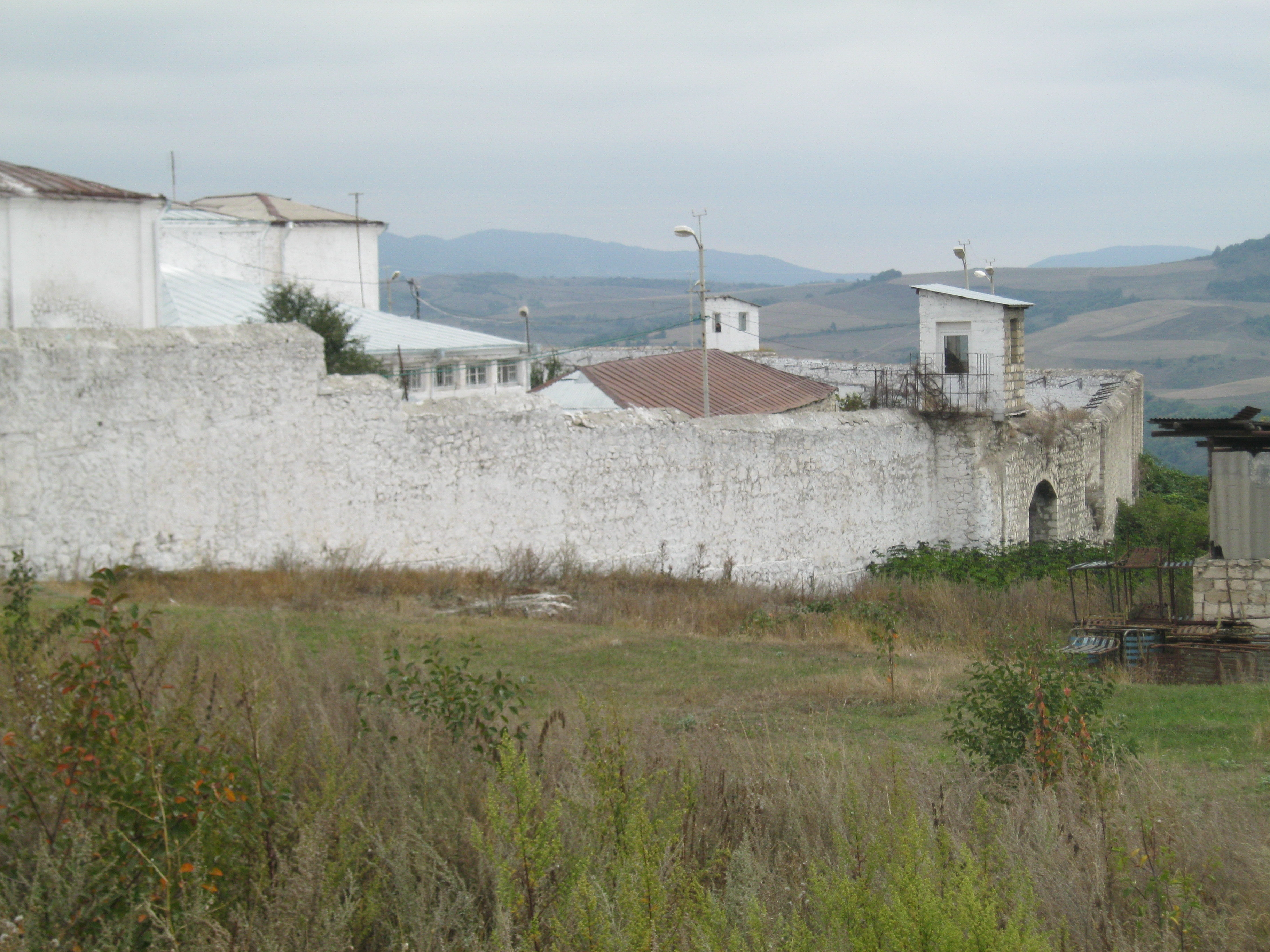
Das im Osten gelegene Aghoghlan-Tor (rechts) und Gefängnis (links).

Die Errichtung der Festung gilt als die eigentliche Geburtsstunde der Stadt Şuşa, die damals Panachabad hieß. Die Bezeichnung Şuşa setzte sich erst im 19. Jahrhundert durch und leitete sich vermutlich vom Namen Şuşakənd (Schuschakend, armenisch Շոշ Schosch), einem nahegelegenen Ort, ab. Eine rasante Entwicklung erfuhr die russische Festungsstadt im 19. und 20. Jahrhundert, in der Armenier und Türken bis zum Schuscha-Pogrom 1920 zu annähernd gleichen Anteilen nebeneinander lebten. 1977 stellte die Führung  Aserbaidschans den historischen Kern der Stadt mit ihren Festungsanlagen unter Denkmalschutz.

## Militärische Bedeutung im Bergkarabachkonflikt

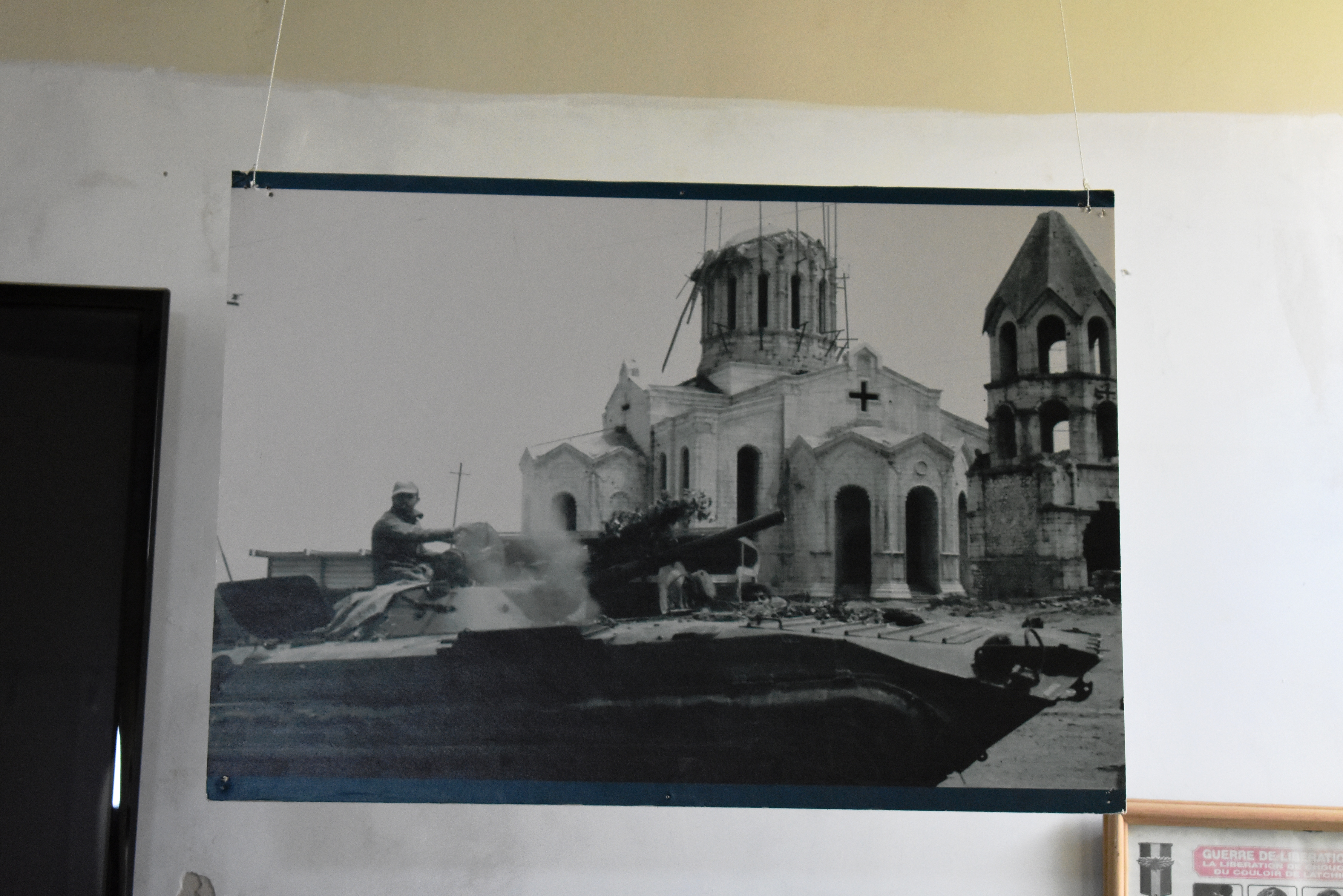
1992 – Die Festung Schuscha ist gefallen. Hier das beschädigte aserbaidschanische GRAD-Munitionslager, die Ghasantschezoz-Kathedrale, hinter einem armenischen Panzer.

Auch im Bergkarabachkrieg spielte Şuşa als Festungsstadt eine zentrale Rolle, da von hier aus die Hauptstadt der Karabach-Armenier, Stepanakert, beschossen werden konnte. Die an exponierter Lage befindliche Ghasantschezoz-Kathedrale spielte für das aserbaidschanische Militär eine wichtige Rolle als Lagerhaus für GRAD-Munition, mit der die hier befindlichen Raketenwerfer versorgt wurden. Am 9. Mai 1992 gelang es armenischen Truppen, die Stadt einzunehmen.

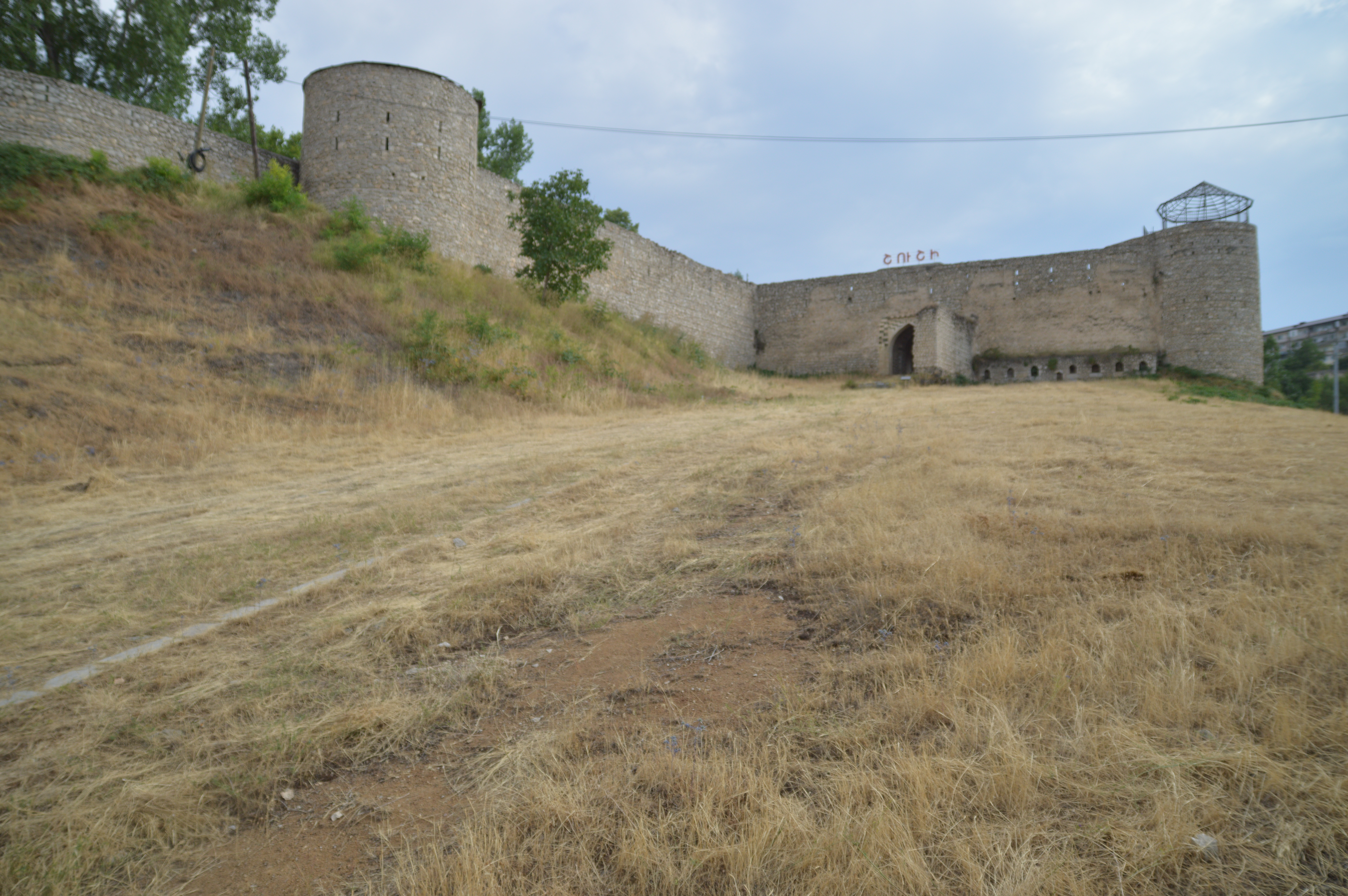
Die Festungswälle mit dem Gandschaer Tor, 2015. Im Jahre 2020 ist die Festung abermals gefallen, und die neuen, aserbaidschanischen Besitzer haben die hier erkennbare armenische Beschriftung entfernt.

Auch im Krieg um Bergkarabach 2020 hatte die Festung Schuscha eine zentrale Bedeutung. Wie recht schnell erkennbar wurde, war die Stadt Hauptziel der aserbaidschanischen Militäroperationen, und kurz nach dem Fall von Hadrut im Oktober 2020 und der Überwindung des Berglands am Großen Kirs (2724 m) standen aserbaidschanische Einheiten südlich der Festung. Der Präsident der Republik Arzach, Arajik Harutjunjan, rief am 29. Oktober 2020 in einem dramatischen Appell die Armenier dazu auf, die Festung zu verteidigen. Unter Bezugnahme auf die große strategische Bedeutung der Festung und im gleichzeitigen Bewusstsein, dass ihre günstige Lage den Feind offenbar nicht aufhielt, rief er aus: „Die aserbaidschanische Armee steht fünf Kilometer von Schuschi entfernt. Wir wissen, was das heißt. Wer Schuschi beherrscht, beherrscht Bergkarabach.“ Bald darauf endete die armenische Herrschaft über die Festung, als Anfang November 2020 aserbaidschanische Einheiten mit massiver Luftunterstützung durch Kampfdrohnen israelischer und türkischer Herkunft nach verlustreichen Kämpfen die Stadt eroberten. Dieser Krieg zeigte, dass durch die moderne Technologie der Drohnen eine herkömmliche Befestigung wie die Festung Schuscha, aber auch die massiven armenischen Befestigungen an der Demarkationslinie keinen Schutz mehr vor Vernichtung durch den Feind bieten.